# ایوان لایسچک
ایوان لایسچک (انگلیسی: Evan Lysacek؛ زادهٔ ۴ ژوئن ۱۹۸۵) اسکیت‌باز نمایشی اهل ایالات متحده آمریکا بود.
از افتخارات وی می‌توان به کسب مدال طلا در بازی‌های المپیک زمستانی ۲۰۱۰ اشاره کرد.